# Štulac
Štulac (szerbül: Штулац), település Szerbiában, a Raškai körzet Vrnjačka Banja-i községében.

## Népesség
- 1948-ban 633 lakosa volt.
- 1953-ban 822 lakosa volt.
- 1961-ben 854 lakosa volt.
- 1971-ben 878 lakosa volt.
- 1981-ben 973 lakosa volt.
- 1991-ben 1 007 lakosa volt.
- 2002-ben 1 142 lakosa volt, akik közül 1 127 szerb (98,68%), 3 montenegrói, 2 bolgár, 2 muzulmán, 1 horvát, 1 szlovén, 1 ukrán, 1 egyéb és 4 ismeretlen.